# Theater St. Gallen

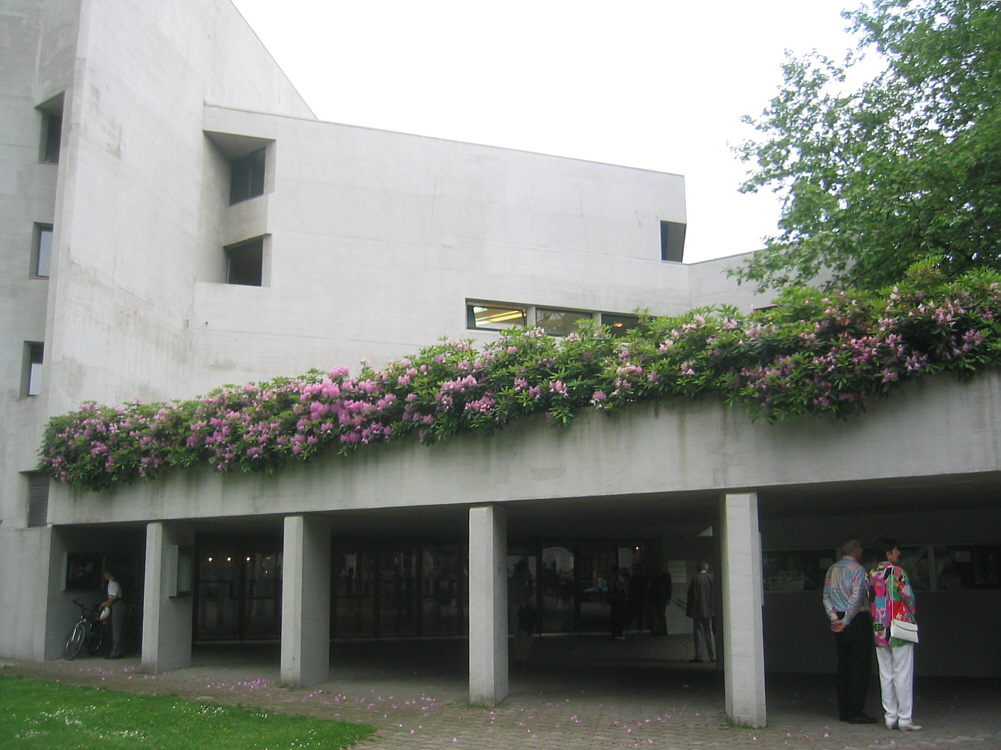
Eingangsbereich

Das Theater St. Gallen (vormals Stadttheater St. Gallen) ist ein Dreispartentheater mit Oper, Operette, Musical, Schauspiel, Kindertheater und Tanz in St. Gallen. Es gilt als das älteste bestehende Berufstheater der Schweiz.

## Geschichte
Das erste Laientheater St. Gallens entstand im Mittelalter um das Jahr 900; treibende Kräfte waren die Mönche Tutilo und Notker Balbulus.  Weil die in der Klosterstadt dominante Kirche dem Theater ablehnend gegenüberstand, konnte bis zum Beginn des 19. Jahrhunderts kein Theaterbetrieb Fuss fassen. Die «Deutsche Löhlein’sche Theatergesellschaft» beantragte im Frühling 1801 bei der Stadtbehörde vergebens eine Spielerlaubnis. Ihr Bühnenstück Die edle Lüge von August von Kotzebue wurde in einer Bretterbude in St. Fiden gezeigt.
Später durfte die Truppe doch noch in die Fürstäbtliche Kloster-Remise ausserhalb der städtischen Grenzen einziehen. Diese war 1795 unter Abt Beda erstellt worden. Am 14. Oktober 1801 fand in dem einfach ausgestatteten Raum die Premiere des ersten St. Galler Theaters statt, mit Die silberne Hochzeit oder das Glück des zufriedenen Landmanns erneut mit einem Stück des damaligen Erfolgsautors Kotzebue. Von 1801 bis 1856 diente die Remise zwischen Karls- und Spisertor als Theatergebäude. Anfang des 19. Jahrhunderts wurde eine kleine Erweiterung vorgenommen, die die Billettkasse und einen kleinen Erfrischungsraum beherbergte.

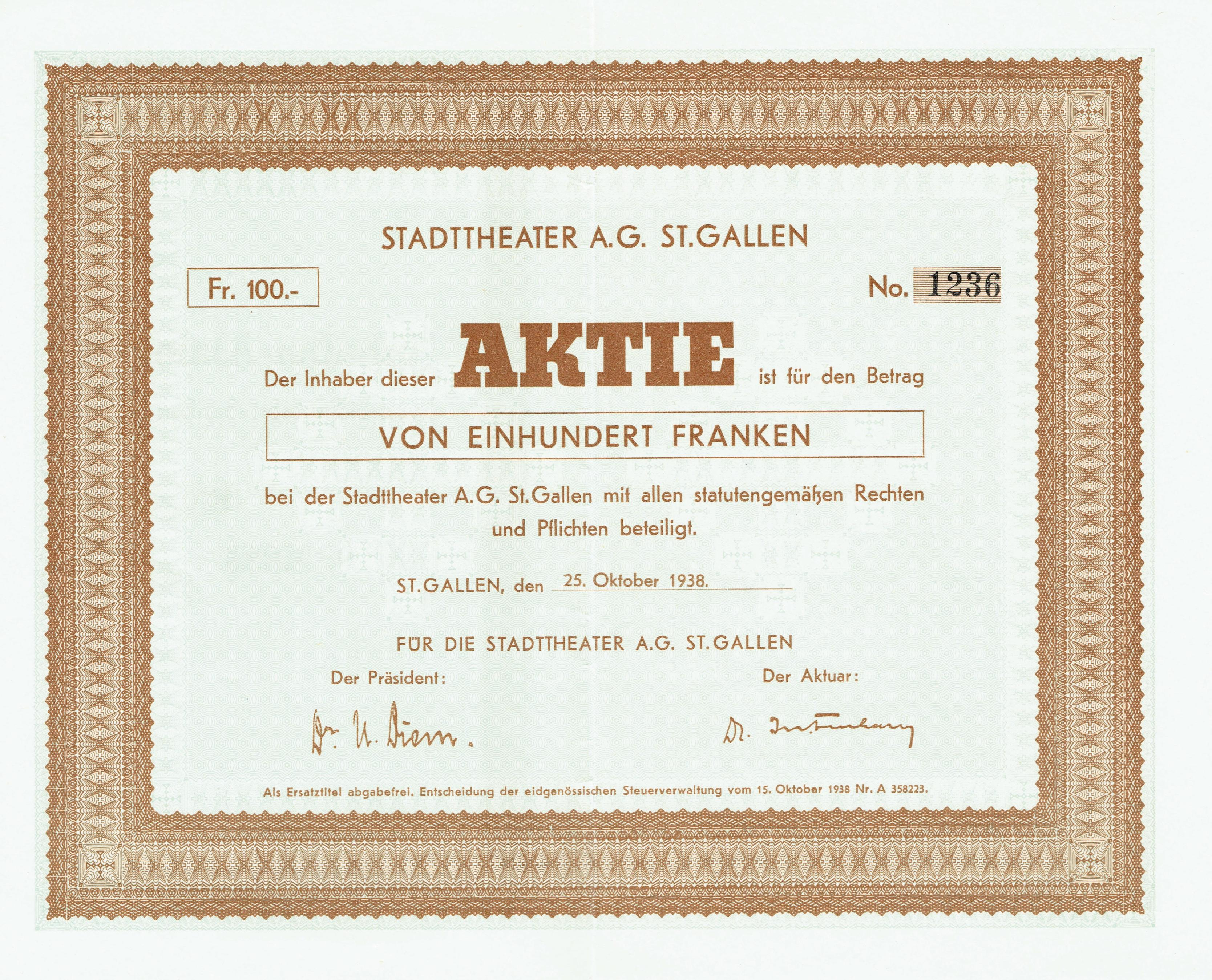
Aktie über 100 Franken der Stadttheater AG St. Gallen vom 25. Oktober 1938

Mit seiner «Theater-Actionnairs-Gesellschaft» schuf der erste Landammann des neuen Kantons St. Gallen, Karl Müller-Friedberg, 1805 die Grundlage für das erste schweizerische Berufstheater mit Dreispartenangebot auf privater Basis und stand ihm bis zu seinem Rücktritt im Jahr 1831 vor.
1850 beauftragte die Stadt Johann Christoph Kunkler, sich nach einem geeigneten Bauplatz umzusehen. Er wählte den ehemaligen Klostergarten von St. Katharinen und des alten Zeughauses, den heutigen Bohl. Am 5. November 1857 wurde der Kunkler-Neubau am Bohl mit Mozarts Don Giovanni eröffnet. Während mehr als einem Jahrhundert waren in diesem Gebäude die Produktionen des Stadttheaters zu sehen, bis sich im Januar 1968 der Vorhang nach Millöckers Der Bettelstudent mit Kapellmeister Héctor Urbón zum letzten Mal schloss. Der Kunkler-Bau wurde im Jahre 1971 abgerissen; heute steht dort eine McDonald’s-Filiale.

## Neubau

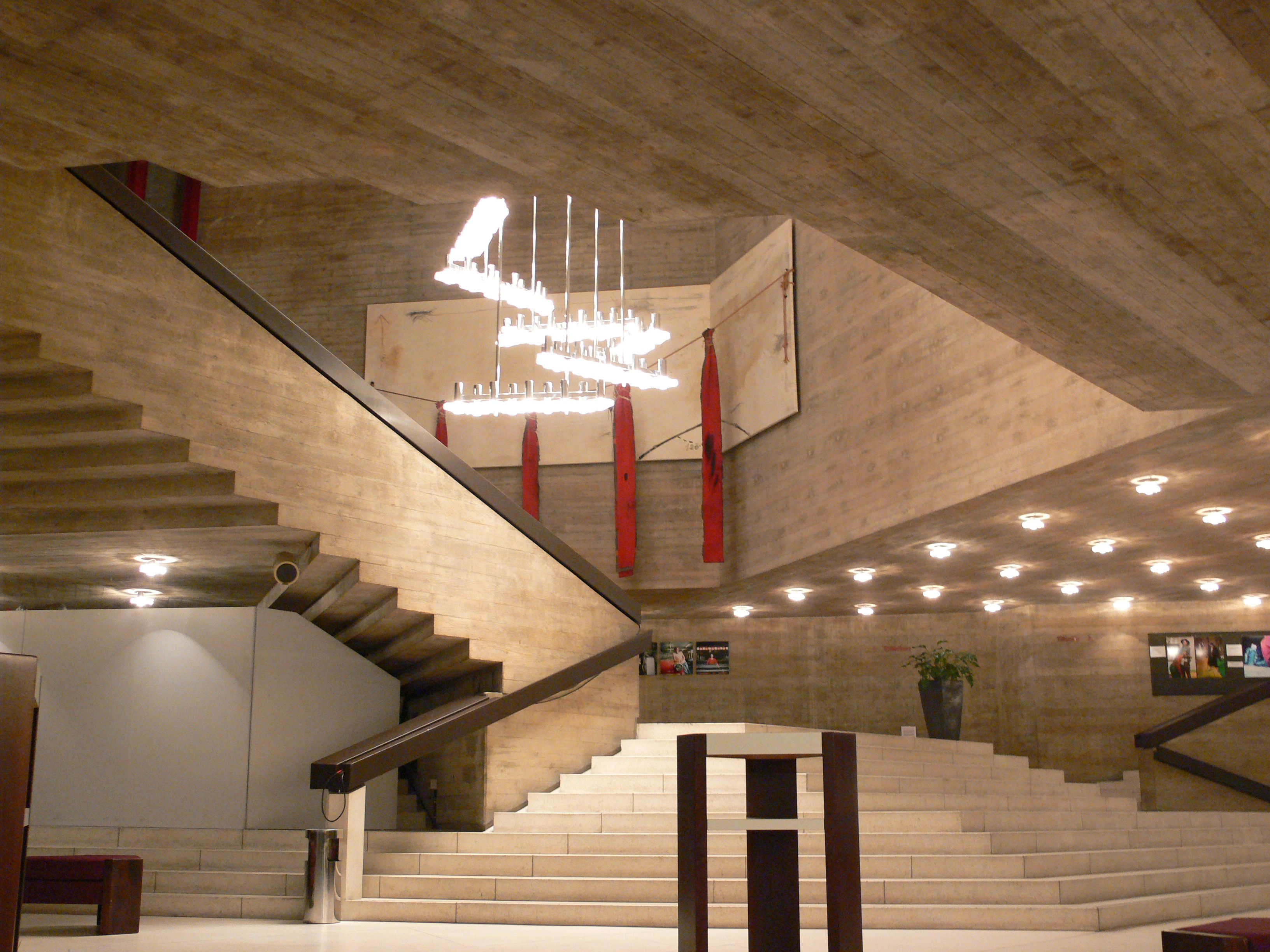
Treppe

Die konsequent umgesetzte architektonische Grundidee des neuen Theaterbaus (Claude Paillard), in dem bis heute die Vorstellungen des Theaters St. Gallen stattfinden, ist das regelmässige Sechseck und somit der 120°-Winkel. Am 15. März 1968 wurde das Gebäude mit Ludwig van Beethovens Fidelio eröffnet. Aus Anlass des Neubaus wurde die Aktiengesellschaft durch eine Genossenschaft ersetzt, bei der auch Stadt und Kanton beteiligt waren und noch sind. Die angrenzenden Kantone und Gemeinden beteiligten sich nach und nach am Theaterbetrieb. Im Rahmen des Neuen Finanzausgleiches soll das Theater als Infrastrukturleistung für die Region berücksichtigt werden.
Seit 2000 firmieren das Sinfonieorchester St. Gallen und das ehemalige Stadttheater St. Gallen unter Konzert und Theater St. Gallen. Durch diese Rechtsform konnte eine Mehrwertsteueroptimierung erzielt werden, da das Orchester für das Theater bei Opern, Operetten und Musicals Dienstleistungen erbringt. Der Name Stadttheater wurde fallengelassen, da der Kanton beschlossen hatte, mehr als die Hälfte der Subventionen zu tragen.
Konzert und Theater St. Gallen gehörte in den letzten Jahren zu den grössten Empfängern von Geldern aus dem Lotteriefonds.

## Total-Umbau und Wiedereröffnung
Am 4. März 2018 stimmte die St. Galler Bevölkerung in einer kantonalen Abstimmung einer Sanierung mit Kosten von ca. 48,6 Mio. Franken  mit 62,47 % Ja-Stimmen zu.
Die Totalsanierung des Theaters dauerte von September 2020 bis Juni 2023. Während des knapp dreijährigen Umbaus wurde eine Ersatzspielstätte im Brühl-Park vor der Tonhalle erstellt. Die Wiedereröffnung des renovierten Theaters St. Gallen fand am 22. Oktober 2023 statt.

## Gastspiele
Während von 1926 bis 1977 das Ensemble des Theaters im Sommer das Kurtheater Baden bespielte, finden heute nur noch Schauspiel-Abstecher mit einzelnen Vorstellungen in Baden, Visp und Fribourg statt sowie nach Chur und Schaffhausen.

## Spielplan
Das Theater St. Gallen, als Dreispartenbetrieb geführt, bringt jede Spielzeit über 20 Neuinszenierungen heraus und wird bei rund 450 Vorstellungen (davon etwa 40 auswärts) von über 150'000 Zuschauern (Zahlen 2015/16) aus dem ganzen Bodenseeraum besucht und steht damit (nach dem Opernhaus Zürich und dem Theater Basel) an dritter Stelle aller Schweizer Theater. Im grossen Saal finden 741 Personen Platz, auf der Studiobühne und den zwei Sälen der Lokremise variiert die Zahl der Sitzplätze je nach Inszenierung.
Vielbeachtete Premieren der letzten Jahre waren z. B. die Erstaufführung des restaurierten Notenmaterials für Medea in Corinto von Johann Simon Mayr 2009, die Wiederentdeckung des Schweizer Musicals Bibi Balù 2010, die Uraufführungen der Musicals Moses – Die 10 Gebote von Dieter Falk und Michael Kunze 2013 und Artus – Excalibur von Frank Wildhorn 2014, die Uraufführung der Oper Annas Maske von David Philip Hefti sowie der ersten Neuinszenierung des Musicals Tanz der Vampire.
Generell hat sich das Theater St. Gallen in den letzten Jahren mit Produktionen von Musicals profiliert, obwohl die Bühne nicht die technischen Möglichkeiten einer Broadwaybühne bieten kann.
So fand hier im Februar 2020 die Weltpremiere des Musicals Wüstenblume (Libretto von Gil Mehmert, Musik von Uwe Fahrenkrog-Petersen) statt. Nicht zuletzt dank den Einnahmen durch die Musicalproduktionen, aber auch aufgrund einer allgemein guten Auslastung ist das Haus in der Lage, mit einem für deutschsprachige Theater sehr grossen Eigenanteil von etwa 35 % zu seiner Finanzierung beizutragen.

## Musical-Uraufführungen (Übersicht)
- 2009: Der Graf von Monte Christo (Musik Frank Wildhorn, Buch Jack Murphy)
- 2013: Die 10 Gebote (Musik Dieter Falk, Buch Michael Kunze)
- 2014: Artus – Excalibur (Musik Frank Wildhorn, Buch Ivan Menchell, Liedtexte Robin Lerner)
- 2016: Don Camillo & Peppone (Musik Dario Farino, Buch und Liedtexte Michael Kunze)
- 2018: Matterhorn (Musik Albert Hammond, Buch Michael Kunze)
- 2020: Wüstenblume (Musik Uwe Fahrenkrog-Petersen, Buch Gil Mehmert, Liedtexte von Frank Ramond)
- 2025: Einstein – A Matter Of Time (Musik Frank Wildhorn, Buch Gil Mehmert und Frank Ramond)

## Leitung (Spielzeit 2024/25)
- Direktor und Künstlerische Leitung Musiktheater: Jan Henric Bogen
- Schauspieldirektorin: Barbara-David Brüesch
- Konzertdirektor und Chefdirigent: Modestas Pitrėnas
- Leiter der Tanzkompagnie: Frank Fannar Pedersen